# Орден Дирекгунабхорна
Орден Дирекгунабхорна (тайск. เครื่องราชอิสริยาภรณ์อันเป็นที่สรรเสริญยิ่งดิเรกคุณาภรณ์ — Самый замечательный орден Дирекгунабхорна) — государственная награда Королевства Таиланд, орден, присуждаемый за долгую безупречную службу, проявления актов храбрости или благотворительности.

## История
Орден Дирекгунабхорна был учреждён 22 июля 1991 года королём Таиланда Рамой IX для вознаграждения за долгую и преданную службу государству, монарху и религии.

## Статут
Глава ордена — суверен Таиланда (правящий король).
Получить награду возможно посредством долгой и безупречной службы государству, либо путём благотворительности.
Критериями для вознаграждения за безупречную службу являются:
- пять лет безупречной службы государству со времени предыдущего награждения;
- выдающаяся служба государству, религии и народу;
- совершённый акт храбрости на благо государства, религии и народа.

Награждение производится строго от меньшего класса к высшему начиная с Серебряной медали ордена и последовательно до Кавалера Большого креста.
К награждению орденом допускаются граждане иностранных государств.
Класс ордена, вручаемый за благотворительность, зависит от денежной суммы (или их эквивалента в имуществе, товаре) и оговаривает строгие рамки:
| Сумма          | Класс ордена           |
| 100 000 бат    | Серебряная медаль      |
| 200 000 бат    | Золотая медаль         |
| 500 000 бат    | Кавалер                |
| 1 500 000 бат  | Офицер                 |
| 6 000 000 бат  | Командор               |
| 14 000 000 бат | Рыцарь-командор        |
| 30 000 000 бат | Рыцарь Большого креста |

## Классы

### Первый класс
— Рыцарь Большого креста — носит шёлковую орденскую ленту-перевязь шириной 10 см через правое плечо со знаком ордена у левого бедра, и звезду I класса на левой стороне груди. Награждённый имеет право на использование постноминальных литер: GCT.

### Второй класс
— Рыцарь-командор — носит звезду II класса на левой стороне груди и знак ордена на шейной ленте шириной 4 см, дама-командор — звезду II класса (несколько меньшего размера) и знак ордена на банте с розеткой у левого плеча. Награждённый имеет право на использование постноминальных литер: KCT.

### Третий класс
— Командор — носит знак III класса (идентичен знаку II класса) на шейной ленте шириной 4 см, леди-командор — на банте с розеткой у левого плеча. Награждённый имеет право на использование постноминальных литер: CT.

### Четвёртый класс
— Офицер — носят знак IV класса на ленте с розеткой на левой стороне груди, дамы — на банте с розеткой у левого плеча. Награждённый имеет право на использование постноминальных литер: OT.

### Пятый класс
— Кавалер — носят знак V класса на ленте без розетки на левой стороне груди, леди — на банте без розетки у левого плеча. Награждённый имеет право на использование постноминальных литер: MT.

### Медали ордена
— Золотая медаль и Серебряная медаль являются соответственно шестым и седьмым классами ордена. Медаль носится на орденской ленте без розетки, мужчинами — на левой стороне груди, женщинами — у левого плеча. Награждённый имеет право на использование постноминальных литер: G.M.T для золотой медали и S.M.T – для серебряной.

## Описание ордена
Знак ордена – восьмиконечная серебряная звезда с позолоченными пылающими штралами между лучей. В центре звезды круглый медальон красной эмали с накладным золотым изображением Гаруды (государственный герб Таиланда). Реверс знака в центральном медальоне несёт королевскую монограмму в цветных эмалях. Знак при помощи переходного звена в виде золотой тайской короны с сиянием, крепится к орденской ленте.
Звезда ордена аналогична знаку, но большего размера, с наложенной тайской короной с сиянием поверх верхнего луча звезды.
Лента ордена шёлковая муаровая зелёного цвета с широкой красной полосой у края, обременённой жёлтой и белой тонкими полосками с внутренней части. 